# محصول برچسب سفید
محصول برچسب سفید (انگلیسی: White-label product) یک محصول دارای برچسب سفید محصول یا خدماتی است که توسط یک شرکت (تولیدکننده) تولید می‌شود و سایر شرکت‌ها (بازاریاب‌ها) آن را تغییر نام می‌دهند تا به نظر برسد گویی آن را ساخته‌اند. ریشه این نامگذاری اشاره به برچسب سفیدی است ک در زمان بسته‌بندی روی محصولات قرار می‌گرفت و می‌شد آن را پر کرد. در این روش یک محصول که از منبع دیگری که معمولاً سازنده آن است تهیه می‌شود و سپس با ریبرند نام تجاری و هویت جدید خود را بر روی آن محصول قرار می‌دهند و از این طریق اقدام به فروش می‌کند. در چنین حالتی خریداران احتمالاً با این تصور که محصول تولید شرکت اصلی است آن را خریداری می‌کنند زیرا آرم آن روی محصول می‌ببنید.